# Sami (département)
Pour les articles homonymes, voir Sami.
Sami est un département et une commune rurale de la province des Banwa, situé dans la région de la Boucle du Mouhoun au Burkina Faso.

## Géographie

### Démographie
- En 2003, le département comptait 7 703 habitants estimés[1].
- En 2006, le département comptait 8 684 habitants recensés[2].
- En 2019, le département comptait 13 596 habitants recensés[3].

## Administration

### Villages
Le département et la commune rurale de Sami est administrativement composé de neuf villages, dont le village chef-lieu homonyme (données de population consolidées en 2012, issues du recensement général de 2006) :
- Bonkorowé (505 habitants)
- Déré (703 habitants)
- Dima (530 habitants)
- Dimibo (719 habitants)
- Priwé (2 590 habitants)
- Sagoéta (933 habitants)
- Sami (400 habitants), chef-lieu
- Seindé (348 habitants)
- Sogodjankoli (1 901 habitants)